# Mîșcenkî, Horol
Mîșcenkî (în ucraineană Мищенки) este un sat în comuna Musiivka din raionul Horol, regiunea Poltava, Ucraina.

## Demografie
Componența lingvistică a localității Mîșcenkî
     Ucraineană (91,18%)
     Rusă (8,82%)
Conform recensământului din 2001, majoritatea populației localității Mîșcenkî era vorbitoare de ucraineană (91,18%), existând în minoritate și vorbitori de rusă (8,82%).